# Royal Group
Royal Group est le plus grand conglomérat privé du Cambodge. Il est actif dans la restauration rapide, la télévision, les télécommunications, les chemins de fer, le tourisme, l'assurance et la banque. Kith Meng en est le président-directeur général.
Il détient 100 % des parts de CamGSM., le principal opérateur de téléphonie mobile du Cambodge, connu sous le nom de MobiTel.